# یوکسک‌اورن (کوزان)
یوکسک‌اورن (به ترکی استانبولی: Yüksekören) یک منطقهٔ مسکونی در ترکیه است که در قوزان (ترکیه) واقع شده‌است.